# سیارک ۱۰۰۵۱۹
سیارک ۱۰۰۵۱۹ (به انگلیسی: 100519 Bombig، نامگذاری:1997BE2) صد هزار و پانصد و نوزدهمین سیارک کشف شده‌است که در ۲۸ ژانویه ۱۹۹۷ کشف شد.